# Victoria De Angelis
Victoria De Angelis (ur. 28 kwietnia 2000 w Rzymie) – włoska basistka.
Od 2016 basistka zespołu rockowego Måneskin, z którym zwyciężyła 65. Konkurs Piosenki Eurowizji (2021).

## Życiorys
Urodziła się 28 kwietnia 2000 roku w Rzymie. Jest córką Dunki Jeanett De Angelis (zm. 2016) oraz włoskiego biznesmena Alessandra De Angelis. Ma młodszą siostrę Veronikę. Jako dziecko uczęszczała do szkoły muzycznej i od 8 roku życia uczyła się gry na gitarze.

## Kariera
W 2016, będąc uczennicą liceum, wraz z Thomasem Raggi założyła zespół Måneskin. W późniejszym czasie członkami grupy zostali także Damiano David oraz Ethan Torchio. Początkowo grali na ulicach Rzymu, a w 2017 zajęli drugie miejsce w finale 11. sezonu włoskiej edycji X-Factor.
W 2018 i 2019 odbyła z zespołem trasę koncertową. W 2018 wspólnie wydali debiutancki album pt. Il ballo della vita, a w 2021 zwyciężyli w finale Festiwalu Piosenki Włoskiej w San Remo i 65. Konkursu Piosenki Eurowizji. W 2021 wydała z zespołem album pt. Teatro d’ira: Vol.
20 stycznia 2023 z zespołem wydała trzeci album studyjny Rush!.

## Życie prywatne
Jest lesbijką. Od 2023 jest w związku z modelką Luną Passos. 